# Jan A. Wolff
Jan A. Wolff (* 1961 in Karlsruhe) ist ein deutscher Architekt, Filmemacher, Gestalter und Autor. Er arbeitet interdisziplinär an der Schnittstelle von Architektur, Kommunikation und Bewegtbild. Wolff ist Gründer des Medienunternehmens Nextframe. Er ist Nachkomme des Karlsruher Unternehmers Friedrich Wolff.

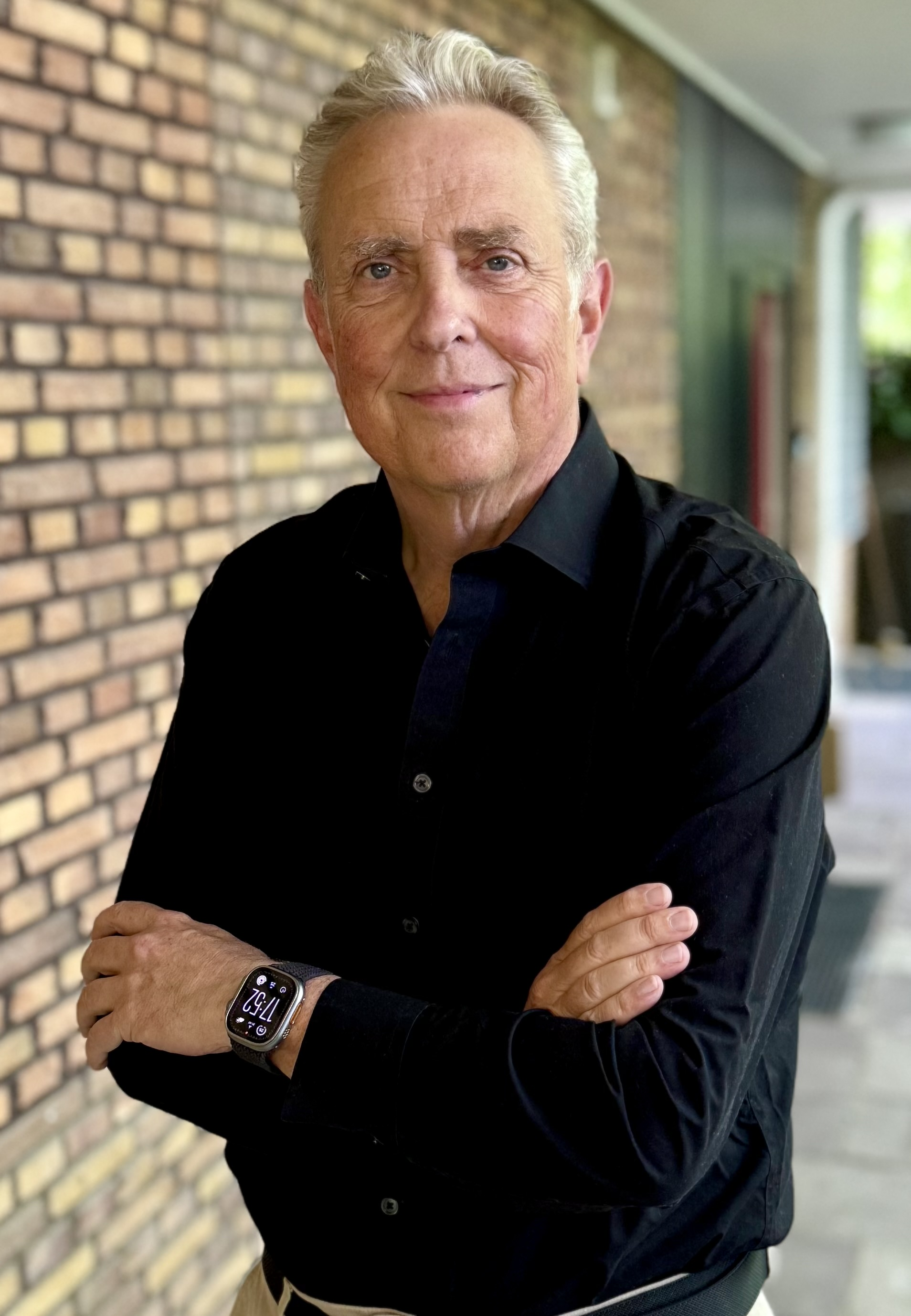
Jan A. Wolff (2025)

## Ausbildung
Jan Wolff studierte ab 1983 Architektur an der Universität Fridericiana Karlsruhe (heute KIT) und war Schüler von Fritz Haller und Günther Uhlig.
Während seines Studiums war er Mitglied der Meisterklassen von Gustav Peichl und Coop Himmelb(l)au bei der Internationalen Sommerakademie für Bildende Kunst Salzburg. Dort studierte er auch künstlerische Fotografie bei Tamara Kaida, Professorin der Arizona State University. Bereits zuvor hatte er mit fotografischen Arbeiten auf sich aufmerksam gemacht. Während seiner Studienzeit entstanden erste filmische Projekte, und er wurde mehrfach Preisträger bei Wettbewerben.
Von 1988 bis 1989 studierte er an der Hochschule für Angewandte Kunst in Wien in der Meisterklasse von Wilhelm Holzbauer. 1990 schloss er sein Architekturstudium in Karlsruhe als Diplom-Ingenieur ab.

## Architektur und Städtebau
Im selben Jahr wurde er organisatorischer Leiter der Internationalen Sommerakademie für Architektur in Karlsruhe, an der unter anderem Jacques Herzog und Hans Kollhoff mitwirkten.
Nach praktischer Tätigkeit in verschiedenen Architekturbüros in Berlin kehrte er 1992 nach Karlsruhe zurück, gründete dort sein eigenes Büro für Architektur und Gestaltung und wurde wissenschaftlicher Mitarbeiter am Lehrstuhl für Wohnungsbau und Entwerfen bei Günther Uhlig – dem damaligen Herausgeber der Architekturzeitschrift Arch+. In enger Zusammenarbeit mit Uhlig entstanden gemeinsame Entwürfe, Buchpublikationen und Beiträge zu städtebaulichen Diskursen (siehe auch Buchproduktionen und Gestaltungen).
In dieser Zeit war Wolff neben seiner Lehrtätigkeit an mehreren Publikationen beteiligt und gestaltete ab 1990 zahlreiche Medienformate und Veröffentlichungen, unter anderem für den Deutschen Werkbund Baden-Württemberg. Für die Literarische Gesellschaft Karlsruhe entwickelte er zudem das Erscheinungsbild der Buchreihe Fragmente. Darüber hinaus trat er als Autor in verschiedenen architekturbezogenen Publikationen in Erscheinung (siehe auch Publikationen).
Parallel dazu war er mit zahlreichen Wettbewerbsbeiträgen als Architekt in Hochbau und Städtebau erfolgreich tätig und realisierte erste eigene Planungen, darunter einen Wettbewerbsgewinn, die Raiffeisenbank in Bruchsal.
1997 koordinierte er als Bauherrenvertreter der Deutschen Bahn AG den internationalen städtebaulichen Realisierungswettbewerb Neues Quartier am Bahnhof (ehem. Potsdam Center), der in Abstimmung mit dem Bundesbauministerium und der Deutschen UNESCO-Kommission durchgeführt wurde. Wolff war zudem Mitglied des Preisgerichts. Im gleichen Jahr beriet Wolff die Deutsche Bahn Immobiliengesellschaft mbH beim sich damals im Aufbau befindlichen Großprojekt Stuttgart 21 zur städtebaulichen Planung.
Zwischen 1998 und 2000 übernahm Wolff die Gesamtkoordination des internationalen Pavillongeländes West und gehörte zur Leitung des Technical Office der Weltausstellung EXPO 2000 Hannover GmbH. Als Head of Architecture war er verantwortlich für die bauliche Umsetzung des Pavillongeländes West, auf dem zahlreiche internationale Teilnehmer und Organisationen ihre Pavillons bauten – darunter Australien, Indien, Japan, Mexiko, Thailand und der Vatikan. Darüber hinaus fungierte er als zentraler Ansprechpartner für internationale Delegationen und Medienvertreter.

## Film und Medien
2002 realisierte Jan A. Wolff seinen ersten Dokumentarfilm Traumberuf Architekt? Der Film begleitet drei junge Architektinnen und Architekten durch ihren beruflichen Alltag und setzt sich mit ihren Erwartungen, Enttäuschungen und Perspektiven auseinander.
Im Jahr 2004 gründete er die Nextframe Film + Media GmbH mit Sitz in Hannover, später mit Niederlassung in Hamburg. Das Unternehmen spezialisierte sich auf die Produktion von Corporate Media, Werbespots, Dokumentationen und TV-Features. Zu den Auftraggebern von Nextframe zählen neben internationalen Unternehmenskunden auch öffentliche Einrichtungen wie die Europäische Kommission, die Universität Zürich und viele andere.
Sein Kino-Werbespot Die Klima Stars für die ÜSTRA fand beim CineRail-Filmfestival 2011 in Paris internationale Anerkennung. Der Spot wurde für seine kreative Umsetzung und innovative Erzählweise gewürdigt und erhielt dort den Preis Special Mention of the Jury for an Advertising Film. An dem Wettbewerb beteiligten sich insgesamt 575 Beiträge aus 18 Nationen; vergeben wurden nur fünf Preise.
Die Bewerbungsfilme für die Expo 2017 in Astana, die Wolff 2012 produzierte, leisteten einen entscheidenden Beitrag zur erfolgreichen Bewerbung Kasachstans für die Weltausstellung. Bei der Abstimmung des Bureau International des Expositions (BIE) in Paris setzte sich Astana mit 103 zu 44 Stimmen gegen die belgische Stadt Lüttich durch und erhielt den Zuschlag für die Ausrichtung der Expo 2017. Die Filme wurden mit dem Silbernen Delfin bei den Cannes Corporate Media & TV Awards ausgezeichnet.
Filme über Architektur und Städtebau bilden den zentralen Schwerpunkt von Wolffs Arbeit. Neben zahlreichen Filmen für Union Investment und Dokumentationen für die Architektenkammer Niedersachsen realisierte er auch Filme über Architektur und Kunst des Bundesrats, darunter ein Film über die Kunstwerke im Bundesrat, einschließlich eines Interviews mit der Künstlerin Rebecca Horn zur Installation Die drei Grazien in der Wandelhalle.
Mit Bau.Camera setzt Wolff in jüngerer Zeit einen Fokus auf audiovisuelle Baudokumentation und verbindet damit erneut seine filmische Praxis mit seiner architektonischen Herkunft. Die von ihm entwickelte, zunehmend IT-basierte Dienstleistung bietet Formate zur medialen Begleitung von Bauprojekten, darunter Timelapse-Dokumentationen, Live-Übertragungen und hybride Konzepte. Perspektivisch ist eine KI-gestützte Auswertung von Baustellen geplant.

## Preise und Auszeichnungen
- 2012: Silberner Delfin bei den Cannes Corporate Media & TV Awards für die Bewerbungsfilme zur Expo 2017 in Astana.
- 2011: Special Mention of the Jury beim CineRail-Filmfestival in Paris für den Kino-Werbespot Die Klima Stars für die ÜSTRA.
- 1996: Auszeichnung mit dem Ausloberpreis der Architektenkammer Baden-Württemberg.
- 1995: 1. Preis im Architektenwettbewerb für den Neubau des Verwaltungsgebäudes der Raiffeisenbank in Bruchsal.
- 1994: 3. Preis beim städtebaulichen Ideenwettbewerb Ihlenfeld, Offenburg.
- 1994: 5. Preis beim Wettbewerb zur nachhaltigen Stadtentwicklung auf dem Gelände der ehemaligen französischen Kaserne Vauban-Gelände, Freiburg.
- 1993: 3. Preis beim städtebaulichen Realisierungswettbewerb Leopoldsfeste, Rastatt.
- 1992: Ankauf beim städtebaulichen Ideenwettbewerb Augenwald, Mühlheim (Hessen) zur Integration von Wohnen und Natur (gemeinsam mit Hakan Tütüncü).
- 1988: 3. Preis (Meisterklasse) beim österreichischen Swatch-Design-Wettbewerb für den Entwurf Swatch-Variationen (gemeinsam mit Hakan Tütüncü).
- 1986: Anerkennungspreis beim Studentenwettbewerb des BDA Karlsruhe für das Projekt Architekturhaus.

## Arbeiten als Architekt (Auswahl)
- Ostfriesisches Landesmuseum Emden, 2001 – Architekturwettbewerb zum Umbau des Museums; Fachpreisrichter in der Jury.
- Expo 2000 Hannover, Pavillongelände West, 1998–2000 – Gesamtleitung Planung und Realisierung für die EXPO 2000 GmbH.
- Stuttgart 21, 1997 – Beratung der städtebaulichen Entwicklungsplanung im Auftrag der Deutschen Bahn.
- Potsdam-Center, 1997 – Gesamtkoordination des städtebaulichen Realisierungswettbewerbs „Neues Quartier am Bahnhof (ehem. Potsdam Center)“ im Auftrag der Deutschen Bahn; Preisrichter in der Jury.
- Raiffeisenbank, Bruchsal, 1995–1998 – Neubau/Erweiterung eines Verwaltungsgebäudes; 1. Preis im Architektenwettbewerb, Realisierung und Auszeichnung mit dem Ausloberpreis der Architektenkammer Baden-Württemberg 1996.
- Vauban-Gelände, Freiburg, 1994 – Wettbewerb zur nachhaltigen Stadtentwicklung auf dem Gelände der ehemaligen französischen Kaserne; 5. Preis.
- Ihlenfeld, Offenburg, 1994 – Städtebaulicher Ideenwettbewerb zur Nachverdichtung eines zentralen Quartiers; 3. Preis.
- Prosperierende Kleinregionen, Südraum Leipzig, 1994 – Städtebauliches Gutachten im Team mit Massimiliano Fuksas und Pietro Caruso über Strategien für regionale Entwicklungsachsen.
- Leopoldsfeste, Rastatt, 1993 – Städtebaulicher Realisierungswettbewerb; 3. Preis.
- Augenwald, Mühlheim (Hessen), 1992 – Städtebaulicher Ideenwettbewerb zur Integration von Wohnen und Natur (mit Hakan Tütüncü); Auszeichnung: Ankauf.
- Stadt und Industriekultur, Weil am Rhein, 1991 – Teilnahme am internationalen Workshop zu Urbanismus und Stadtkultur, veranstaltet von Vitra/Stadt Weil; städtebauliche Entwürfe gemeinsam mit Günther Uhlig, Frank Gehry, u. a.
- Die neue Stadt, Karlsruhe, 1990 – Städtebauliches Gutachten mit Günther Uhlig zur Entwicklung neuer urbaner Zentren im suburbanen Raum.

## Publikationen (Auswahl)
Eine Auswahl veröffentlichter Beiträge von Jan A. Wolff:
- Verwalten am Stadtrand – Die LBS-Zentrale in Hannover und Schön gegen Regen – Tribünenüberdachung in Gifhorn. In: Architektur in Niedersachsen 2005. Architektenkammer Niedersachsen (Hrsg.), Junius Verlag, Hamburg 2005, ISBN 3-88506-559-2.
- Architektur und Film, Vortrag am Lehrstuhl Prof. Dr.-Ing. Annette Rudolph-Cleff, Fachbereich Architektur, Design, Bergische Universität Wuppertal, 2004.
- Stazione della ferrovia urbana, EXPO Hannover, Deutschland. In: Domus. Mailand 2000, Nr. 827, S. 34 ff.
- Die Pavillons der EXPO 2000 – Konzeption und Nachnutzung. (Redaktion). Herausgegeben von der EXPO 2000 Hannover GmbH, Bereich Planen und Bauen, Hannover 2000.
- Schuhfabriken, Industriekultur in Pirmasens (Buchrezension), In: Baumeister. München 1996, Nr. 7/96.
- Transformierte Typen. In: Leonardo – Magazin für Architektur. Augsburg/Kissing 1995, Nr. 4/95, S. 16 ff.
- Architektur und Technologie im Dialog. In: Fenster – Architektur und Technologie im Dialog. Vieweg-Verlag, Wiesbaden 1994, ISBN 3-528-08810-9, S. 13 ff.
- Vier Spots aus der Kulturgeschichte von Fenster und Tür. (mit Günther Uhlig), In: Fenster – Architektur und Technologie im Dialog. Vieweg-Verlag, Wiesbaden 1994, ISBN 3-528-08810-9, S. 20 ff.
- Beiträge über Zaha Hadid, Wilhelm Holzbauer, Roland Rainer und Hans Scharoun, In: Contemporary Architects. 3rd Edition, St. James Press, London/New York/Detroit 1994, ISBN 1-55862-182-2, S. 406 ff.
- Online – Schulungsgebäude in Karlsruhe. In: Leonardo – Magazin für Architektur. Augsburg/Kissing 1993, Nr. 2/93, S. 18 ff.
- Zopf ab. In: Leonardo – Magazin für Architektur. Augsburg/Kissing 1993, Nr. 1/93, S. 48 ff.
- Interview mit dem niederländischen Architekten Jo Coenen, In: Leonardo – Magazin für Architektur. Augsburg/Kissing 1993, Nr. 4/93, S. 32 ff.
- Implantate und Medien. In: Leonardo – Magazin für Architektur. Augsburg/Kissing 1992, Nr. 2/92, S. 54 ff.
- Sensibles Gleichgewicht (Interview mit der Architektin Françoise-Hélène Jourda), In: Leonardo – Magazin für Architektur. Augsburg/Kissing 1991, Nr. 4/91, S. 52 ff.
- Die Stadt, die Kultur und die Schnitzel – ein Centre für Wien. In: Leonardo – Magazin für Architektur. Augsburg/Kissing 1991, Nr. 3/91, S. 12 ff.

## Buchproduktionen und Gestaltungen (Auswahl)
Gestaltet und redaktionell begleitet von Jan A. Wolff:
- Einblicke – Ausblicke: Architektenwettbewerb Umbau Ostfriesisches Landesmuseum | Emder Rüstkammer. Scheele, Friedrich (Hrsg.), Oldenburg: Isensee Verlag, 2002, ISBN 3-89598-835-9.
- Gestaltung des Erscheinungsbildes des Niedersächsischen Forschungsverbunds für Frauen- und Geschlechterforschung in Naturwissenschaften, Technik und Medizin (NFFG) an der Leibniz Universität Hannover, 1998.
- Wohnbau Morgen – Zukunftsmodell Reihenhaus. Weisenburger GmbH (Hrsg.), Rastatt 1996.
- Städte im Wandel. Ausstellung des Deutschen Werkbunds Baden-Württemberg im Regierungspräsidium Karlsruhe, 1994 – im thematischen Kontext der IBA Emscher Park. Gestaltung des Veranstaltungsplakats.
- Gestaltung für den Deutschen Werkbund Baden-Württemberg, 1993–1994 – Entwicklung von Einladungen, Plakaten und Publikationen im Rahmen verschiedener Veranstaltungsformate.
- Südraum Leipzig – Eine Region im Wandel. Ergebnisse der 3. Regionalkonferenz und des Teamwettbewerbs 1994. Uhlig, Günther (Hrsg.), Leipzig: Schäfer-Verlag, 1995. Online-Nachweis: https://d-nb.info/944066429
- Fragmente. Literarische Buchreihe des Arbeitskreises Neue Literatur in der Literarischen Gesellschaft Karlsruhe. Gestaltung und visuelle Konzeption: Jan A. Wolff. (29 Bände zwischen 1994 und 2001)
- Fenster – Architektur und Technologie im Dialog. Kohler, Niklaus; Uhlig, Günther (Hrsg.), Wiesbaden: Vieweg-Verlag, 1994, ISBN 3-528-08810-9.
- Metropolitane Region – Ergebnisse der Internationalen Sommerakademie für Architektur, Karlsruhe 1990. Uhlig, Günther (Hrsg.). Vieweg-Verlag, Wiesbaden 1993, ISBN 3-528-08894-X.

## Publikationen über Jan A. Wolff (Auswahl)
- Rosa Grewe: Idee mit Timing: Der Filmemacher. In: Deutsches Architektenblatt. (DAB), 29. November 2019. Online
- Redaktion: Der Filmemacher. Porträt. In: Lust auf Gut. Nr. 118, Hannover, April 2018. Online
- Juliane Kaune: Filmemacher bringt Kasachstan auf Expo-Kurs. In: Hannoversche Allgemeine Zeitung. 29. November 2012. Online
- Juliane Kaune: Der Expo-Architekt. In: Hannoversche Allgemeine Zeitung. 23. Februar 2012. Online
- Werk, Bauen + Wohnen: Traumberuf Architekt. wbw, Nr., Rezension zum gleichnamigen Film. In 11, Zürich 2003, S. 75. Online
- Menz, Lars:. … und Action! Ein Film über einen Traumberuf. Interview mit Jan A. Wolff. In: Deutsches Architektenblatt. Nr. 5/2003 Nord, Hannover 2003.
- Deutsche Presse-Agentur (DPA): Die Weltausstellung ist vorbei …. 3. Januar 2001.
- Hannoversche Allgemeine Zeitung: EXPO-Aktuell. noch 21 Tage, 10. Mai 2000.
- Klaus Gaßner: Die Tempelschnitzer aus Nepal kennen keinen Terminkalender. In: Badische Neueste Nachrichten. Karlsruhe, 17. April 2000.
- Wolfgang Steinweg: In Hannover rast die Zeit dahin. In: EXPO-Journal. Ausgabe Nr. 1, Hannover, Februar 2000.
- Mario Beck: EXPO auf der Zielgeraden. In: Leipziger Volkszeitung. 7. Januar 2000.
- Badische Neueste Nachrichten: Zeitgemäßer Architekturstil. Einweihung und Tag der offenen Tür bei der Raiffeisenbank. Bericht über das neue Verwaltungsgebäude der Raiffeisenbank Untergrombach von Architekt Jan A. Wolff. Bruchsal-Untergrombach, ohne genaues Datum (ca. 1997).
- Architektenkammer Baden-Württemberg (Hrsg.): Ausloberpreis 1996 – Badische und Württembergische Volks- und Raiffeisenbanken. Stuttgart 1996, S. 14. Online
- Architektur Aktuell, Nr. 134, Dezember 1989, 23. Jahrgang, Wien, S. 106. Entwurf von Jan A. Wolff im Rahmen der Meisterklasse von Coop Himmelb(l)au bei der Internationalen Sommerakademie Salzburg.
- Gustav Peichl (Hrsg.): Internationale Sommerakademie Salzburg 1987 – Meisterschule für Architektur. Wien 1987, S. 60 f.
- Stephan Meisel: Architekten-Wettbewerb: Studenten mit Anregungen für Stadtplaner. Aufgabe war Entwurf zu einem Architekturhaus. In: Badische Neueste Nachrichten. Karlsruhe, 6. November 1986.